# Даррел Фосс
Даррелл Фосс (англ. Darrell Foss; 28 березня 1892 — 15 вересня 1962) — американський кіноактор. Зіграв декілька провідних ролей у фільмах, у тому числі у фільмі «Вірність Таро Сан», виробництві «Triangle Film Corporation», та разом з Мей Еллісон щонайменше у двох фільмах «The Walk-Offs» та «Held in Trust». Він навчив персонажа, якого зіграла Глорія Суонсон, грати на банджо в одному фільмі.

## Фільмографія
- 1918 — Її рішення / Her Decision — Боббі Ворнер
- 1918 — Ви не можете вірити всьому / You Can't Believe Everything — Артур Кірбі
- 1919 — Червоний ліхтар / The Red Lantern
- 1919 — Паризька тигриця / The Parisian Tigress — Альберт Чейрой
- 1919 — Виродок / The Brat — Стівен Форрестер
- 1921 — Не нехтуй своєю дружиною / Don't Neglect Your Wife